# Agustín Lasaosa
Agustín Lasaosa Laliena (Huesca, España, 2 de diciembre de 1958), más conocido como Agustín Lasaosa, es un exfutbolista español que jugó como delantero. Es presidente de la Sociedad Deportiva Huesca.

## Trayectoria
Lasaosa comenzó como futbolista equipos amateur y formativos de la ciudad de Huesca, pasando por la Sociedad Deportiva Huesca con la que debutó en 1976, posteriormente pasó por el Deportivo Aragón, filial del Real Zaragoza, llegando a disputar algunos amistosos con este último.
Tras dejar el club maño fichó por el Club Deportivo Tenerife con el que jugó en su primera temporada en Segunda División B logrando el ascenso en esa temporada a Segunda División.
En Segunda fue un futbolista importante para el Tenerife disputando 33 partidos y marcando 9 goles en el primer año en Segunda, y disputando 36 partidos y marcando 12 goles en su último año en el Tenerife. Tras dejar el Tenerife ficha por el Elche Club de Fútbol que jugaba en Segunda también. En el Elche no consigue más que 2 goles en las dos temporadas que jugó en el club ilicitano, a pesar de haber disputado 51 partidos a lo largo de las mismas.
Su bajo rendimiento hizo que se marchase a la Unió Esportiva Lleida que también disputaba la Segunda División. Tras jugar únicamente 9 partidos decidió retirarse como futbolista profesional.

## Como directivo
Tras su retirada fue entrenador de diversos conjuntos regionales. Sin embargo, no destacó en esta faceta, y pasaría a los despachos, donde su labor sería reconocida. Lasaosa llegó al Huesca en torno al año 2007 con el objetivo de mejorar la competitividad del club oscense y así lograr un club de mayor nivel en la ciudad con vistas a jugar en Segunda División y Primera División.
Al principio ejerció como consejero delegado de la entidad, llegando a ser vicepresidente después, durante la presidencia de Fernando Losfablos. Debido a ello, y tras la renuncia de Losfablos en mayo de 2017, fue nombrado nuevo presidente del Huesca de manera provisional, al menos hasta diciembre de ese año. Sin embargo, finalmente continuó más tiempo en la entidad oscense, debido al buen momento del club y su situación en la clasificación de Segunda División, donde se mantuvo en primera posición muchas jornadas, logrando finalmente el ascenso a Primera División como segundo clasificado.
El 28 de mayo de 2019, fue detenido en una investigación por presuntos amaños acaecidos la temporada anterior en Segunda División en los que se ha hallado envuelto el club que preside, la SD Huesca.

## Clubes
| Club             | País   | Año       |
| ---------------- | ------ | --------- |
| S. D. Huesca     | España | 1976-1978 |
| Deportivo Aragón | España | 1978-1979 |
| Cultural Leonesa | España | 1979-1980 |
| S. D. Huesca     | España | 1980-1981 |
| C. D. Logroñés   | España | 1981-1982 |
| C. D. Tenerife   | España | 1982-1985 |
| Elche C. F.      | España | 1985-1987 |
| U. E. Lleida     | España | 1987-1988 |